# 薄稃草属
薄稃草属（学名：Leptoloma）是禾本科下的一个属，为多年生草本植物。该属共有约4种，大都分布于美洲及大洋洲。
薄稃草属为马唐属（Digitaria Haller）的异名。